# Callobius angelus
Callobius angelus är en spindelart som först beskrevs av Chamberlin och Ivie 1947.  Callobius angelus ingår i släktet Callobius och familjen mörkerspindlar. Inga underarter finns listade.